# Campionati europei di slittino 1975
I Campionati europei di slittino 1975 sono stati la 22ª edizione della competizione.
Si sono svolti a Valdaora, in Italia.

## Medagliere
| Pos.   | Nazione      | Oro | Argento | Bronzo | Totale |
| ------ | ------------ | --- | ------- | ------ | ------ |
| 1      | Germania Est | 3   | 3       | 2      | 4      |
| 2      | Polonia      | 0   | 0       | 1      | 1      |
| Totale | Totale       | 3   | 3       | 3      | 9      |

## Podi
| Evento            | Oro                    | Argento                        | Bronzo                 |
| Singolo Maschile  | Detlef Günther         | Wolfram Fiedler                | Hans Rinn              |
| Singolo Femminile | Margit Schumann        | Eva-Maria Wernicke             | Halina Kanasz          |
| Doppio            | Hans Rinn Norbert Hahn | Horst Müller Hans-Jörg Neumann | Bernd Hahn Ulrich Hahn |